# جمهورية فيرمونت
جمهورية فيرمونت (بالفرنسية: République du Vermont)، والمعروفة رسميًا في ذلك الوقت باسم ولاية فيرمونت (بالفرنسية: État du Vermont)، كانت دولة مستقلة في نيو إنجلاند كانت موجودة من 15 يناير 1777 إلى 4 مارس 1791. تأسست الدولة في يناير 1777، عندما التقى مندوبون من 28 مدينة وأعلنوا الاستقلال عن الولايات القضائية والمطالبات بالأراضي للمستعمرات البريطانية في كيبيك ونيو هامبشاير ونيويورك. استمرت الجمهورية في الوجود للأربعة عشر عامًا التالية، وإن لم يتم الاعتراف بها دبلوماسيًا من أي قوة أجنبية. في 4 مارس 1791، تم قبولها في الولايات المتحدة باسم ولاية فيرمونت، مع استمرار دستور وقوانين الدولة المستقلة بعد القبول.
منع المندوبون عبودية البالغين داخل جمهوريتهم، على الرغم من أن دستور فيرمونت استمر في السماح باستعباد الرجال الذين تقل أعمارهم عن 18 عامًا والنساء دون سن 21 عامًا. الاعتراف باستقلال الولاية القضائية.
بسبب اعتراضات من نيويورك، والتي كانت لديها مطالبات متضاربة بشأن الملكية، رفض الكونجرس القاري الاعتراف بفيرمونت (التي كانت تُعرف أيضًا باسم منح نيو هامبشاير). تم قبول مبادرات فيرمونت للانضمام إلى مقاطعة كيبيك من قبل البريطانيين
بفضل العديد من مواطنيها مثل الاتحاد السياسي مع الولايات المتحدةفضلا لي اقتصادها وحفض امنها بينما لم يسمح الكونجرس القاري بمقعد لفيرمونت،
كما أشركت فيرمونت ويليام صموئيل جونسون، ممثل ولاية كونيتيكت، لتعزيز مصالحها. في عام 1785، منحت الجمعية العامة لولاية فيرمونت جونسون حق الملكية في كلية كينجز كوليدج السابقة كشكل من أشكال التعويض لتمثيل ولاية فيرمونت.
الاسم
أشار الدستور والوثائق الرسمية الأخرى إلى الدولة باسم "ولاية فيرمونت".كما يشير دستور 1777 إلى ولاية فيرمونت بشكل مختلف: الفقرة الثالثة من الديباجة، على سبيل المثال، تذكر "ولاية فيرمونت"، وفي الفقرة الأخيرة من الديباجة، يشير الدستور إلى نفسه باسم "دستور الكومنولث".
العملة المستخدمة من قبل البلاد، نحاس فيرمونت، كان لها أسطورة في عملاتها المعدنية التي تقرأ فيرمونتيس. الدقة. بابليكا، والتي تعني باللاتينية: جمهورية فيرمونت

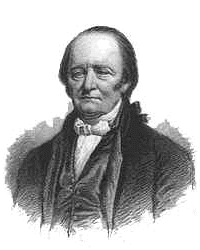
، توماس شيتيندين،

## التأسيس
بعد الجدل بين حاملي منح نيويورك ومنح نيو هامبشاير، قام إيثان ألين وميليشيا "جرين ماونتن بويز" بقمع الموالين للمنطقة مستقلة،
واختارت اسم جمهورية كونيتيكت الجديدة (على الرغم من أنها كانت تُعرف أحيانًا بالعامية باسم جمهورية الجبال الخضراء). في 2 يونيو من ذلك العام، تم تغيير الاسم رسميًا إلى "Vermont" (من الفرنسية، les verts monts، والتي تعني الجبال الخضراء)
بناءً على اقتراح من الدكتور توماس يونغ، .
تصف قصيدة جون جرينليف ويتير The Song of the Vermonters)، 1779) الفترة في شكل قصصي. نُشرت القصيدة لأول مرة دون الكشف عن هويتها، وكانت لها خصائص في المقطع الأخير كانت مشابهة لنثر إيثان ألين وتسببت في نسبتها إلى ألن لما يقرب من 60 عامًا. يقرأ المقطع الأخير:
"تعال إلى يورك أو تعال إلى هامبشاير، تعالوا ايها الخونة
إذا حكمتم على أرضنا أنتم ستحكمون على قبورنا.

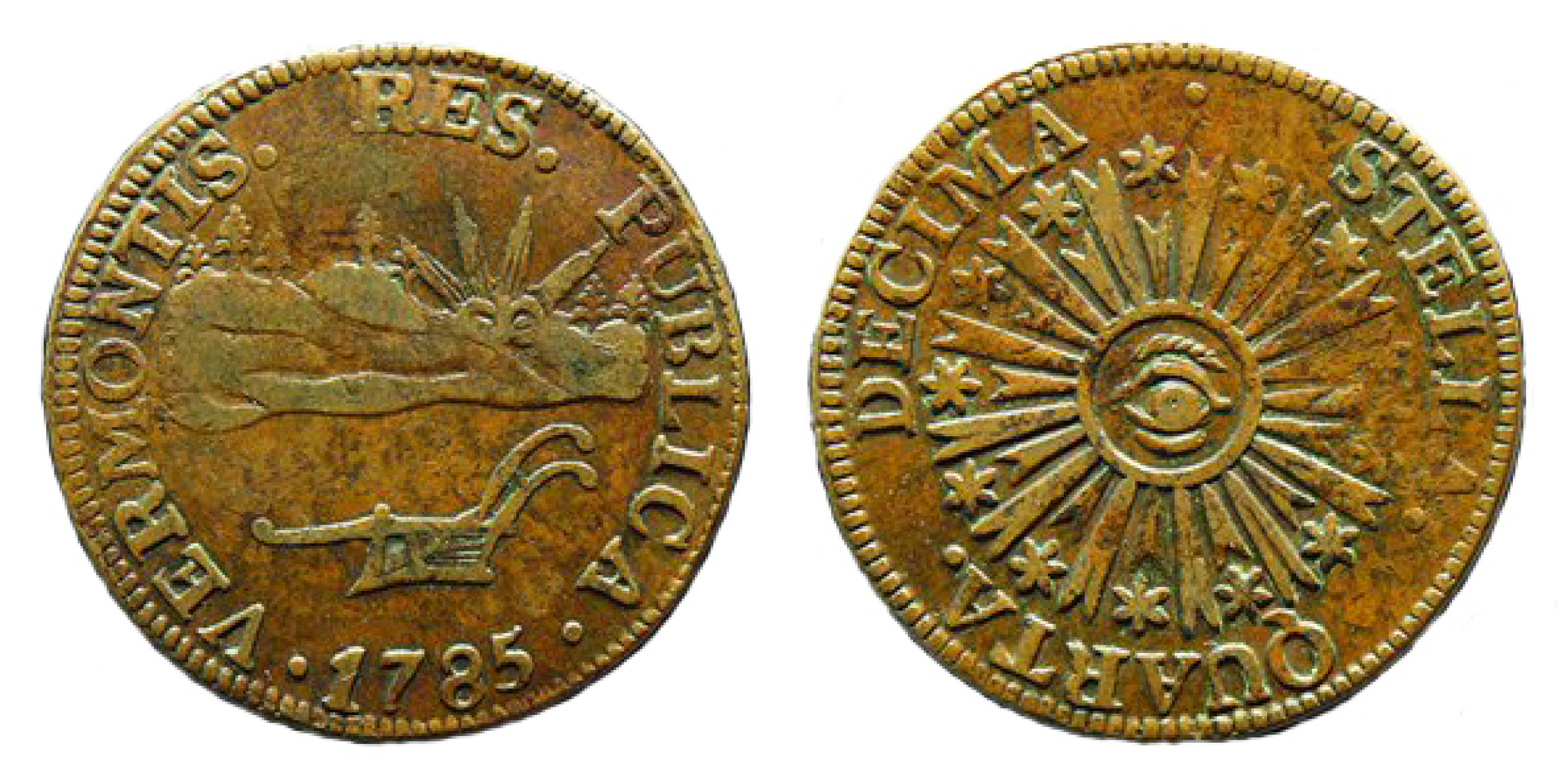
عملات فريمونت

تم تسجيل نذرنا - رفعت رايتنا،
باسم فيرمونت نتحدى كل العالم!"

## الدستور وإطار الحكم
مخطوطة فيلوم لدستور عام 1777 لولاية فيرمونت
تمت صياغة دستور فيرمونت والتصديق عليه في وندسور تافرن بإيليا ويست في عام 1777. وقد برر المستوطنون في فيرمونت، الذين سعوا للحصول على الاستقلال عن نيويورك، دستورهم على نفس الأساس مثل دساتير الولايات الأولى للمستعمرات السابقة: السلطة مستمدة من الناس. [17] كما يشير المؤرخ كريستيان فريتز في كتابه السيادات الأمريكية: الشعب والتقاليد الدستورية الأمريكية قبل الحرب الأهلية:
خلال فترة وجودها كدولة مستقلة، أصدرت الحكومة عملتها المعدنية الخاصة بها وعملت الخدمة البريدية. [8] عُرفت العملة باسم نحاس فيرمونت، وتم تشغيل النعناع من قبل روبن هارمون في شرق روبرت من 1785 إلى 1788. [19] تمت الإشارة إلى الرئيس التنفيذي للولاية باسم الحاكم.

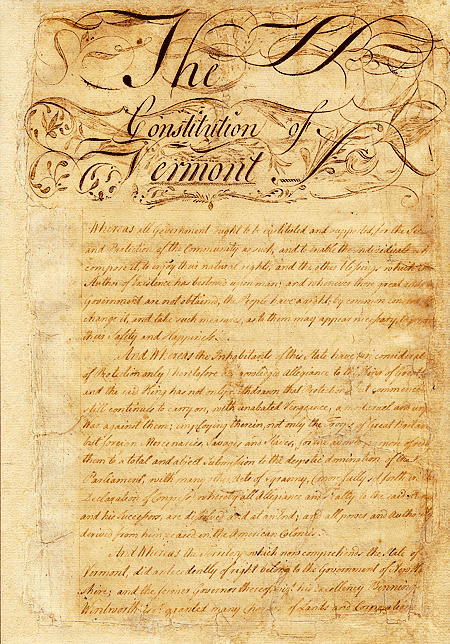
دستور فريمونت

## اتحاد
في 6 مارس 1790، وافق المجلس التشريعي لنيويورك على ولاية فيرمونت، بشرط أن تتفق مجموعة من المفوضين الذين يمثلون نيويورك ومجموعة مماثلة تمثل فيرمونت على الحدود. أصر مفاوضو ولاية فيرمونت أيضًا على تسوية النزاعات العقارية بدلاً من تركها ليتم البت فيها لاحقًا من قبل محكمة فيدرالية. في 7 أكتوبر، أعلن المفوضون اختتام المفاوضات بنجاح، باتفاق يقضي بدفع فيرمونت 30 ألف دولار لنيويورك لتوزيعها على سكان نيويورك الذين ادعوا الأرض في فيرمونت بموجب براءات اختراع أراضي نيويورك. ثم أذنت الجمعية العامة لولاية فيرمونت باتفاقية للنظر في طلب قبول في "اتحاد الولايات المتحدة الأمريكية". اجتمعت الاتفاقية في بنينجتون، في 6 يناير 1791. في 10 يناير 1791، وافقت الاتفاقية على قرار لتقديم طلب للانضمام إلى الولايات المتحدة بأغلبية 105 أصوات مقابل 2. [24] تم قبول فيرمونت في الاتحاد بواسطة 1 Stat. 191 في 4 مارس 1791. قانون القبول في فيرمونت هو الأقصر بين جميع اعترافات الولاية، وفيرمونت هي "الولاية الوحيدة المقبولة دون شروط من أي نوع، سواء تلك التي يحددها الكونجرس أو الولاية التي تم اقتطاعها منها". ] يتم الاحتفال بيوم 4 مارس في فيرمونت بيوم فيرمونت. [26]
الشمال، والولايات الأصغر، والدول التي تشعر بالقلق إزاء تأثير المنح من البحر إلى البحر التي تحتفظ بها الدول الأخرى، أيدت جميعها قبول فيرمونت. شغل توماس شيتيندين منصب حاكم ولاية فيرمونت لمعظم هذه الفترة وأصبح أول حاكم لها كدولة عضو في الولايات المتحدة.
أجرى دستور ولاية فيرمونت لعام 1793 تغييرات قليلة نسبيًا على دستور ولاية فيرمونت لعام 1786، والذي كان بدوره خلفًا لدستور 1777. احتفظت بالعديد من أفكارها الأصلية، كما هو مذكور أعلاه، وحافظت على فصل السلطات. لا يزال ساري المفعول مع العديد من التعديلات